# India op de Olympische Zomerspelen 1968
India nam deel aan de Olympische Zomerspelen 1968 in Mexico-Stad, Mexico. Het gouden hockeyteam van 1964 haalde dit keer de bronzen medaille.

## Medailleoverzicht
| Sport  | Olympiër | Discipline | Medaille |
| ------ | --- | ---------- | -------- |
| Hockey | Victor John Peter Prithipal Singh Gurbux Singh Harbinder Singh Jagjit Singh Kular Rajendra Christy Krishnanurthy Perumal Inamur Rehaman Munir Sait Ajitpal Singh Balbir Singh (I) Balbir Singh (II) Harmik Singh Inder Singh Tarsem Singh | mannen     | Brons    |

## Deelnemers en resultaten

### Atletiek
| Olympiër      | Discipline         | Resultaat | Prestatie                            |
| ------------- | ------------------ | --------- | ------------------------------------ |
| Bhim Singh    | hoogspringen (m)   | 17e       | kwalificatie: 17de met 2,09m         |
| Praveen Kumar | kogelslingeren (m) | 20e       | kwalificatie groep B: 9de met 60,84m |

### Gewichtheffen
| Olympiër        | Discipline | Resultaat | Prestatie |
| --------------- | ---------- | --------- | --------- |
| Mohon Lal Ghosh | -60kg (m)  | 16e       | 342,5kg   |

### Hockey
| Olympiër | Discipline | Resultaat | Prestatie |
| --- | ---------- | --------- | --- |
| Victor John Peter Prithipal Singh Gurbux Singh Harbinder Singh Jagjit Singh Kular Rajendra Christy Krishnanurthy Perumal Inamur Rehaman Munir Sait Ajitpal Singh Balbir Singh (I) Balbir Singh (II) Harmik Singh Inder Singh Tarsem Singh | mannen     | Brons     | groep A: 1ste V van Nieuw-Zeeland: 1-2 W van DDR: 2-1 W van Mexico: 8-0 W van Spanje: 1-0 W van België: 2-1 W van Japan: 5-0 W van Bondsrepubliek Duitsland: 1-0 halve finale: V van Australië: 1-2 bronzen finale: W van Bondsrepubliek Duitsland: 2-1 |

| Groep A |                          |             |             |             |             |            |            |            |        |
| #       | Land                     | Wedstrijden | Wedstrijden | Wedstrijden | Wedstrijden | Doelpunten | Doelpunten | Doelpunten | Punten |
| #       | Land                     | G           | W           | G           | V           | V          | T          | Saldo      | Punten |
| 1       | India                    | 7           | 6           | 0           | 1           | 20         | 4          | +16        | 12     |
| 2       | Bondsrepubliek Duitsland | 7           | 5           | 1           | 1           | 15         | 5          | +10        | 11     |
| 3       | Nieuw-Zeeland            | 7           | 3           | 4           | 0           | 8          | 4          | +4         | 10     |
| 4       | Spanje                   | 7           | 2           | 3           | 2           | 7          | 5          | +2         | 7      |
| 5       | België                   | 7           | 3           | 1           | 3           | 14         | 9          | +5         | 7      |
| 6       | DDR                      | 7           | 2           | 2           | 3           | 7          | 10         | -3         | 6      |
| 7       | Japan                    | 7           | 1           | 1           | 5           | 4          | 14         | -10        | 3      |
| 8       | Mexico                   | 7           | 0           | 0           | 7           | 2          | 26         | -24        | 0      |

| Datum          | Ronde       | Plaats | Land | Score                    | Land |
| -------------- | ----------- | ------ | ---- | ------------------------ | ---- |
| Groepsfase     |             |        |      |                          |      |
| 13 oktober     | Mexico-Stad | India  | 1-2  | Nieuw-Zeeland            |      |
| 14 oktober     | Mexico-Stad | India  | 2-1  | DDR                      |      |
| 15 oktober     | Mexico-Stad | India  | 8-0  | Mexico                   |      |
| 17 oktober     | Mexico-Stad | India  | 1-0  | Spanje                   |      |
| 18 oktober     | Mexico-Stad | India  | 2-1  | België                   |      |
| 20 oktober     | Mexico-Stad | India  | 5-0  | Japan                    |      |
| 21 oktober     | Mexico-Stad | India  | 1-0  | Bondsrepubliek Duitsland |      |
| Halve finale   |             |        |      |                          |      |
| 24 oktober     | Mexico-Stad | India  | 1-2  | Australië                |      |
| Bronzen finale |             |        |      |                          |      |
| 26 oktober     | Mexico-Stad | India  | 2-1  | Bondsrepubliek Duitsland |      |

### Schietsport
| Olympiër      | Discipline | Resultaat | Prestatie                          |
| ------------- | ---------- | --------- | ---------------------------------- |
| Karni Singh   | skeet      | 28e       | kwalificatie: 28ste met 187 punten |
| Karni Singh   | trap       | 10e       | kwalificatie: 10de met 194 punten  |
| Randhir Singh | trap       | 17e       | kwalificatie: 17de met 192 punten  |

### Worstelen
| Olympiër        | Discipline  | Resultaat   | Prestatie |
| Vrije stijl     | Vrije stijl | Vrije stijl | Vrije stijl |
| --------------- | ----------- | ----------- | --- |
| Sudesh Kumar    | -52kg (m)   | 6e          | 1ste ronde: W van YUG Dimovski 2de ronde: W van GUA Ramirez 3de ronde: V van PAN Castillo 4de ronde: vrij 5de ronde: V van USA Sanders      |
| Bishambar Singh | -57kg (m)   | 8e          | 1ste ronde: 'vrij 2de ronde: W van CAN Singerman 3de ronde: W van TUR Sevinç 4de ronde: V van USA Behm 5de ronde: V van JPN Uetake          |
| Udey Chand      | -70kg (m)   | 6e          | 1ste ronde: W van GUA Aldama 2de ronde: V van FRG Rost 3de ronde: W van GBR Till 4de ronde: W van CUB Lebecque 5de ronde: V van IRI Movahed |
| Mukhtiar Singh  | -70kg (m)   | 18e         | 1ste ronde: V van URS Shakmuradov 2de ronde: V van JPN Sasaki                                                                               |
| Grieks-Romeins  |             |             | |
| Sudesh Kumar    | -52kg (m)   | 18e         | 1ste ronde: G van MAR Karmous 2de ronde: V van HUN Alker                                                                                    |

Afghanistan · Algerije · Amerikaanse Maagdeneilanden · Argentinië · Australië · Bahama's · Barbados · België · Bermuda · Birma · Bolivia · Bondsrepubliek Duitsland · Brazilië · Brits-Honduras · Bulgarije · Canada · Centraal-Afrikaanse Republiek · Ceylon · Chili · Colombia · Congo-Kinshasa · Costa Rica · Cuba · Denemarken · Dominicaanse Republiek · Duitse Democratische Republiek · Ecuador · El Salvador · Ethiopië · Fiji · Filipijnen · Finland · Frankrijk · Ghana · Griekenland · Groot-Brittannië · Guatemala · Guinee · Guyana · Honduras · Hongarije · Hongkong · Ierland · IJsland · India · Indonesië · Irak · Iran · Israël · Italië · Ivoorkust · Jamaica · Japan · Joegoslavië · Kameroen · Kenia · Koeweit · Libanon · Libië · Liechtenstein · Luxemburg · Madagaskar · Maleisië · Mali · Malta · Marokko · Mexico · Monaco · Mongolië · Nederland · Nederlandse Antillen · Nicaragua · Nieuw-Zeeland · Niger · Nigeria · Noorwegen · Oeganda · Oostenrijk · Pakistan · Panama · Paraguay · Peru · Polen · Portugal · Puerto Rico · Roemenië · San Marino · Senegal · Sierra Leone · Singapore · Soedan · Sovjet-Unie · Spanje · Suriname · Syrië · Taiwan · Tanzania · Thailand · Trinidad en Tobago · Tunesië · Turkije · Tsjaad · Tsjecho-Slowakije · Uruguay · Venezuela · Verenigde Arabische Republiek · Verenigde Staten · Vietnam · Zambia · Zuid-Korea · Zweden · Zwitserland